# Nkoranza

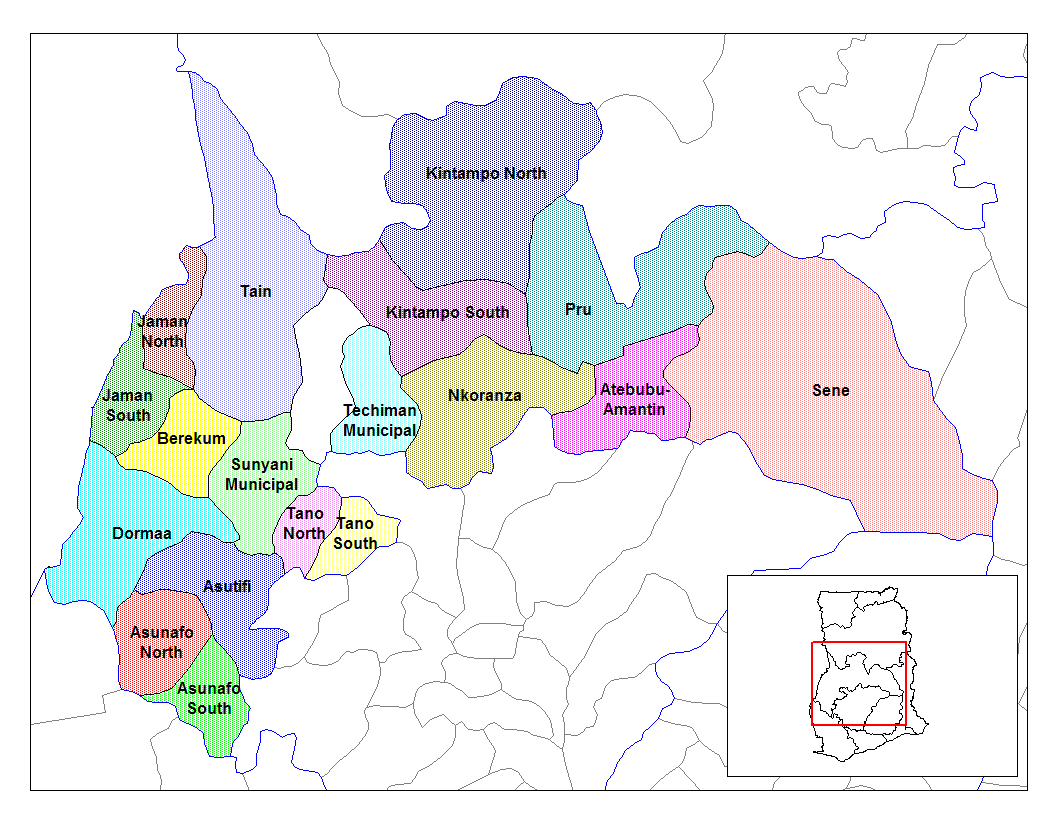
Mapa da região Brong-Ahafo; Nkoranza encontra-se no centro-sul, de cor castanha clara

Jaman North é um distrito do centro-sul da região Brong-Ahafo, no Gana.